# Kontaktwiderstand
Der Kontaktwiderstand, Übergangswiderstand oder Kontaktübergangswiderstand ist der elektrische Widerstand einer elektrischen Kontaktfläche, beispielsweise zwischen den Kontakten eines elektrischen Schalters. Der Kontaktübergangswiderstand setzt sich aus der Summe der beiden Anteile Engewiderstand und  Fremdschichtwiderstand zusammen.

## Engewiderstand
Der Engewiderstand entsteht durch die mikroskopische Unebenheit einer Kontaktfläche. Die wirksame Berührungsfläche ist dadurch kleiner und der Stromfluss wird eingeengt. Der Engewiderstand ist abhängig vom spezifischen Widerstand des eingesetzten Materials, den Oberflächenunebenheiten (z. B. entstanden durch Abbrand) und der Anzahl der wirksamen Kontaktflächen.
Die Größe der Kontaktpunkte ergibt sich aus der Kontaktnormalkraft und der Härte bzw. Festigkeit des Oberflächenwerkstoffes. Für die elektrische Leitfähigkeit des Kontaktes, ausgedrückt in der Einheit Siemens, ergibt sich vereinfacht: 
{\displaystyle \Lambda \approx {\frac {3{,}7}{E^{*}\cdot \rho \cdot l}}\cdot F_{N}}
Dabei bezeichnet {\displaystyle E^{*}} den effektiven Elastizitätsmodul mit
{\displaystyle E^{*}={\frac {E}{2\cdot (1-\nu ^{2})}}},
{\displaystyle E} den Elastizitätsmodul, {\displaystyle \nu } die Poissonzahl ({\displaystyle \nu \approx {\tfrac {1}{3}}}  bei metallischen Werkstoffen), {\displaystyle \rho } den spezifischen elektrischen Widerstand des Kontaktmaterials, {\displaystyle l} den quadratischen Mittelwert der Rauigkeit-Höhenverteilung  (wenn nicht näher bekannt, gut mit {\displaystyle 2\cdot 10^{-6}\,\mathrm {m} } (2 µm) angenähert) und {\displaystyle F_{N}} die Normalkraft auf dem Kontakt.
Wie die Reibungskraft ist auch die Kontaktfläche proportional zur Normalkraft und hängt nicht von der (scheinbaren) Kontaktfläche ab. Die Leitfähigkeit hängt nur von der Höhentopographie der rauen Oberfläche, nicht aber von der detaillierten Oberflächentopographie ab. Sobald die Kontaktlänge die Größenordnung der linearen Abmessung {\displaystyle D} des Körpers erreicht, steigt die Leitfähigkeit nicht weiter; in Sättigung ist {\displaystyle \Lambda _{\mathrm {max} }\approx D/\rho }.
Beispiel: Kontaktwiderstand von zwei ebenen Kupferscheiben mit {\displaystyle D=1} mm, die mit der Kraft 2,7 N aneinander gepresst werden. Für Kupfer ist bei Raumtemperatur:
{\displaystyle \rho \approx 1{,}8\cdot 10^{-8}\,\Omega \mathrm {m} ,\ E^{*}\approx 5{,}6\cdot 10^{10}\,\mathrm {Pa} }
und damit:
{\displaystyle R={\frac {1}{\Lambda }}=0{,}1\,\mathrm {m} \Omega }
Die Sättigungskraft ergibt sich zu 56 kN.

## Fremdschichtwiderstand
Durch Korrosion (z. B. Oxidation) entsteht auf der Kontaktoberfläche eine Fremdschicht, die den Widerstand erhöht. Um dies zu vermeiden, werden Edelmetalle wie Gold, Silber, Palladium oder Platin verwendet, oft nur in dünnen Schichten. Schalter und Relais können außerdem so konstruiert werden, dass die Kontaktflächen im Schaltmoment kurz aneinander reiben und so die Fremdschicht wieder abgetragen wird. Der Fremdschichtwiderstand stört insbesondere bei sehr kleinen Spannungen. Einige dieser sehr dünnen Schichten werden beim Schalten etwas höherer Spannungen wieder durchschlagen. Diesen Effekt nennt man Frittung, die dazu benötigte Spannung Frittspannung. 
Konstante und/oder geringe Widerstände sind wichtig wegen der Beeinflussung der Signale (z. B. Elektroakustik oder Messtechnik) oder wegen Leistungsverlusten. 
Die Wahl der Oberflächenmaterialien ist auch wichtig bei Steckungen bzw. Schaltungen im stromführenden Zustand. Daneben wirken mechanische Belastungen auf die Oberflächen ein. Durch beides können dünne Edelmetallschichten leicht zerstört werden. Die Kontaktoberfläche muss also je nach Anwendungsfall unterschiedlich ausgelegt werden.
Um den Kontaktwiderstand bei Klemmkontakten zu verringern, können oder müssen störende Fremdschichten vor dem Anschluss beseitigt werden. Bekannt dafür ist insbesondere Aluminium, welches bereits nach kurzer Lagerung harte isolierende Oxidschichten bildet. Es wird bei großen Leiterquerschnitten wegen Vorteilen beim Gewicht eingesetzt und zum Kontaktieren freigebürstet und gefettet. Bei kleineren Leiterquerschnitten wie bei Hausinstallation werden Leiter aus Kupfer oder in Form von kupferkaschiertem Aluminium (CCA) eingesetzt.

## Auswirkungen
Elektrische Kontakte (Klemmen, Relais- und Schalt-Kontakte, Schleifkontakte) müssen unter Berücksichtigung der beiden vorgenannten Effekte konstruiert werden:
- Vermeidung von Korrosion (Edelmetalle, Fett, Kontakt-Korrosionsschutzöle)
- großer Kontaktdruck (z. B. Klemmen, Federzugklemmen, nicht zu große Flächen)
- Gegeneinander-Bewegen (Schleifkontakt, Stufenschalter, Potentiometer), (Abnutzung beachten)

## Anwendungen
Die beiden letzten – bei Kontakten unerwünschten – Effekte werden u. a. beim Kohlemikrofon ausgenutzt, um mechanische Mini-Bewegungen bzw. Anpressdruckänderungen (Schalldruck) über ein Widerstandsänderung in eine Wechselspannung zu wandeln. 
Fußbediente Anlasswiderstände an älteren Nähmaschinen nutzen diesen Effekt – sie bestehen aus einem dem Pedaldruck ausgesetzten Stapel aus Graphit-Scheiben.
Beim Kohärer wird der Übergangswiderstand dagegen durch die Hochfrequenzspannung beeinflusst und damit amplitudenabhängig. So konnte er zur Detektion von Funksignalen verwendet werden.